# 1959 у літературі
Список подій, пов'язаний із літературою, що відбулися 1959 року.

## Події
- На Кубі в результаті революції до влади приходить Фідель Кастро.
- Вперше з'являється Астерікс, комічний персонаж французьких коміксів, вперше опублікованих в журналі «Пілот».
- Френк Герберт приступає до створення циклу романів «Дюна».
- Французький сценарист і драматург Марсель Ашар стає членом Французької академії.
- Роман Девіда Герберта Лоуренса «Коханець леді Чаттерлей» (англ. Lady Chatterley's Lover, 1928) вперше публікується в США після тридцяти років заборони.
- На екрани виходить «Історія черниці», екранізація однойменного бестселера 1956 року Кетрін С. Халм.

## Премії

### Міжнародні
- Нобелівська премія з літератури — Сальваторе Квазімодо, «За ліричну поезію, яка з класичною жвавістю висловлює трагічний досвід нашого часу».
- Премія Г'юго — Джеймс Бліш, за роман «Справа совісті» (англ. A Case of Conscience)

### Ізраїль
- Державна премія Ізраїлю, за літературу на івриті:
  - Самех Ізхара;
  - Езра Флейшер.

### Іспанія
- Премія Надаля — Ана Марія Матуте «Primera memoria»

### СРСР
- Ленінська премія[ru] в галузі літератури:
  - Мухтар Ауезов, за роман «Шлях Абая»;
  - Олександр Довженко, за літературний кіносценарій «Поема про море»;
  - Микола Погодін, за драматичну трилогію «Людина з рушницею», «Кремлівські куранти», «Третя патетична»

### США
- Пулітцерівська премія в категорії художній твір, написаний американським письменником Роберт Льюїс Тейлор, «Подорожі Джеммі МакФітерса»
- Пулітцерівська премія в категорії драматичного твору для театру — Арчибальд Макліш за п'єсу «J.B.»
- Пулітцерівська премія в категорії поезія — Стенлі Куніц, «Вибрані вірші 1928—1958 років»

### Франція
- Гонкурівська премія — Андре Шварц-Барт «Останній з праведників»
- Премія Медічі — Клод Моріак, «Le Dîner en ville»
- Премія Ренодо — Альбер Палле (фр. Albert Palle), «L'Expérience»
- Премія Феміна — Бернар Пріва (фр. Bernard Privat), «Au pied du mur»
- Премія Фенеон — Арман Гатті (п'єса «Чорна риба»)

## Книги

### Романи
- «Біллі-брехун» — роман Кейта Уотерхауса
- «Голдфінгер» — роман Яна Флемінга про пригоди агента Джеймса Бонда
- «Голий ланч» — роман Вільяма Берроуза
- «Бляшаний барабан» — дебютний роман Гюнтера Грасса
- «Життя у позику» — роман Еріха Марії Ремарка
- «Злі еспери» — роман Ллойда Біггла-молодшого
- «Мартер» — роман Наталі Саррот
- «Кішка серед голубів» — роман Агати Крісті
- «Привид будинку на пагорбі» — роман Ширлі Джексон
- «П'ядь землі» — роман Григорія Бакланова в жанрі сільської прози
- «Складайте самі» — роман Рекса Стаута з серії про Ніро Вульфа
- «Сирени Титана» — роман Курта Воннеґута
- «Прекрасна свинарка, або Спогади економічної радниці Мінни Карлссон-Кананен» — сатиричний роман Мартті Ларни
- «Піднята цілина» — опубліковано другий том роману М. А. Шолохова
- «Позолочене століття» — вперше опублікований сатиричний роман Марка Твена
- «Спокій нам тільки сниться» — роман В. М. Собко
- «Психо» — роман Роберта Блоха
- «Едем» — роман Станіслава Лема
- «Ярмарок в богадільні» — дебютний роман Джона Апдайка
- «Хендерсон, повелитель дощу» — роман Сола Беллоу

### Повісті
- «Альоша Перець в країні гомункулусів» — фантастична повість Сергія Жемайтіса
- «Самотність бігуна на довгу дистанцію» — повість Алана Сіллітоу

### Мала проза
- «Під сонцем» — збірка оповідань Юрія Трифонова
- «Ліки від нудьги» — збірка оповідань Рея Бредбері
- «Прощай, Колумб» — збірка оповідань Філіпа Рота
- «Таємна зброя» — збірка оповідань Хуліо Кортасара

### П'єси
- «Затворник Альтона» — п'єса Жана-Поля Сартра
- «Іркутська історія» — п'єса Олексія Арбузова
- «Нічне небо» — п'єса Олександра Гладкова
- «Солодкоголосий птах юності» — п'єса Теннессі Вільямса

### Поезія
- «Про всяку всячину». Вірші та оповідання Сергія Баруздіна
- «Майстри» — поема Андрія Вознесенського

### Публіцистика
- «Мілітаристська і індустріальна революція» — есе Фріца Штернберга
- «Останні дев'ять днів Бісмарка» (англ. The Last Nine Days of the Bismarck) — книга Сесіла Скотта Форестера

## Народились
- 20 січня — Роберт Сальваторе, американський письменник-фантаст.
- 2 лютого — Ярі Терво, фінський письменник і поет.
- 23 лютого — Ланфранко Фабріані, італійський письменник-фантаст.
- 24 лютого — Кеті Арнольді, американська письменниця, колишня культуристка.
- 24 лютого — Стефано Бортолуччі[it], італійський письменник, поет і перекладач.
- 24 лютого — Мон Сантіс[es], іспанська і галісійська журналіст, телеведучий і актор.
- 24 лютого — Оуен Глейберман, американський кінокритик.
- 5 березня — Маріанна Цой, письменниця, музичний продюсер, дружина рок-музиканта Віктора Цоя.
- 15 березня — Бен Окрі, англійський письменник, нігерійського походження.
- 18 березня — Люк Бессон, французький кінорежисер, письменник і сценарист, автор серії романів про Артура.
- 18 червня — Вівека Стен, шведська письменниця.
- 16 липня — Олександр Черницький, письменник-публіцист, автор понад 30 книг для дітей і дорослих.
- 10 серпня — В'ячеслав Іванович Дьогтєв, письменник.
- 27 серпня — Джанет Вінтерсон, англійська письменниця
- 26 вересня — Ілля Кормільцев, російський поет, перекладач, музичний і літературний критик.
- 31 жовтня — Ніл Стівенсон, американський письменник-фантаст.
- ? — Вікторія Гіслоп, британська письменниця, романістка.

## Померли
- 7 січня — Лавреньов Борис Андрійович, російський письменник.
- 28 лютого — Максвелл Андерсон, американський драматург і теоретик театру (нар. 1888).
- 22 березня — Ольга Кніппер-Чехова, актриса, дружина А. П. Чехова (нар. 1868).
- 26 березня — Раймонд Чандлер, американський письменник, автор детективів (нар. 1888).
- 17 квітня — Борис Миколайович Ширяєв, російський письменник, прозаїк «другої хвилі» (нар. 1887).
- 20 травня — Альфред Шюц, австрійський соціолог і філософ (нар. 1899).
- 7 червня — Пятрас Вайчюнас, литовський поет і драматург.
- 23 червня — Борис Віан, французький прозаїк, поет, джазовий музикант (нар. 1920).
- 14 вересня —Лакшміпрасад Девкота, непальський поет, драматург, прозаїк.
- 27 вересня — Герман Вілленвей, норвезький поет (нар. 1885).